# Galato Aleksandraki
Galato Aleksandraki (gr. Γαλάτω Αλεξανδράκη; ur. 11 grudnia 1948 w Didimoticho) – grecka rolniczka i polityk, deputowana do Parlamentu Europejskiego X kadencji.

## Życiorys
Do czasu przejścia na emeryturę pracowała w rolnictwie, zajmując się hodowlą zwierząt. Później zaczęła wraz z synem prowadzić sklep mięsny w Aleksandropolis.
W 2024 została wybrana do Parlamentu Europejskiego X kadencji z ramienia Greckiego Rozwiązania, otrzymując ponad 50 tys. głosów. Galato Aleksandraki nie prowadziła zauważalnej kampanii wyborczej, nie udzielała się w mediach lokalnych ani społecznościowych, zajmowała przy tym pierwsze miejsce na ułożonej alfabetycznie liście wyborczej swojej partii.